# Selecció de futbol d'Algèria
La selecció de futbol d'Algèria representa a Algèria a les competicions internacionals de futbol. És controlada per la Federació Algeriana de Futbol (àrab: الاتحادية الجزائرية لكرة القدم, al-Ittiḥād al-Jazāʾirī li-Kurat al-Qadam; francès: Fédération Algérienne de Football), pertanyent a la CAF.

## Antecedents
En 1958 el FLN va crear una selecció de futbol d'Algèria, llavors sota dominació francesa. En total, aquell equip va jugar 91 partits entre 1958 i 1960, seleccionant a més de 30 jugadors. La selecció no estava reconeguda per la FIFA, que va arribar a amenaçar amb sancions.

## Competicions internacionals

### Copa del Món
Campions      Finalistes      Tercers      Quarts
Un requadre vermell indica que eren amfitrions del campionat.
| Historial a la Copa del Món | Historial a la Copa del Món | Historial a la Copa del Món | Historial a la Copa del Món | Historial a la Copa del Món | Historial a la Copa del Món | Historial a la Copa del Món | Historial a la Copa del Món | Historial a la Copa del Món |
| Edició                      | Ronda                       | Posició                     | PJ                          | PG                          | PE                          | PP                          | GF                          | GC                          |
| --------------------------- | --------------------------- | --------------------------- | --------------------------- | --------------------------- | --------------------------- | --------------------------- | --------------------------- | --------------------------- |
| 1930                        | Integrada a França          | Integrada a França          | Integrada a França          | Integrada a França          | Integrada a França          | Integrada a França          | Integrada a França          | Integrada a França          |
| 1934                        | Integrada a França          | Integrada a França          | Integrada a França          | Integrada a França          | Integrada a França          | Integrada a França          | Integrada a França          | Integrada a França          |
| 1938                        | Integrada a França          | Integrada a França          | Integrada a França          | Integrada a França          | Integrada a França          | Integrada a França          | Integrada a França          | Integrada a França          |
| 1950                        | Integrada a França          | Integrada a França          | Integrada a França          | Integrada a França          | Integrada a França          | Integrada a França          | Integrada a França          | Integrada a França          |
| 1954                        | Integrada a França          | Integrada a França          | Integrada a França          | Integrada a França          | Integrada a França          | Integrada a França          | Integrada a França          | Integrada a França          |
| 1958                        | Integrada a França          | Integrada a França          | Integrada a França          | Integrada a França          | Integrada a França          | Integrada a França          | Integrada a França          | Integrada a França          |
| 1962                        | Integrada a França          | Integrada a França          | Integrada a França          | Integrada a França          | Integrada a França          | Integrada a França          | Integrada a França          | Integrada a França          |
| 1966                        | No hi participà             | No hi participà             | No hi participà             | No hi participà             | No hi participà             | No hi participà             | No hi participà             | No hi participà             |
| 1970                        | No es classificà            | No es classificà            | No es classificà            | No es classificà            | No es classificà            | No es classificà            | No es classificà            | No es classificà            |
| 1974                        | No es classificà            | No es classificà            | No es classificà            | No es classificà            | No es classificà            | No es classificà            | No es classificà            | No es classificà            |
| 1978                        | No es classificà            | No es classificà            | No es classificà            | No es classificà            | No es classificà            | No es classificà            | No es classificà            | No es classificà            |
| 1982                        | Primera fase                | 13s                         | 3                           | 2                           | 0                           | 1                           | 5                           | 5                           |
| 1986                        | Primera fase                | 22s                         | 3                           | 0                           | 1                           | 2                           | 1                           | 5                           |
| 1990                        | No es classificà            | No es classificà            | No es classificà            | No es classificà            | No es classificà            | No es classificà            | No es classificà            | No es classificà            |
| 1994                        | No es classificà            | No es classificà            | No es classificà            | No es classificà            | No es classificà            | No es classificà            | No es classificà            | No es classificà            |
| 1998                        | No es classificà            | No es classificà            | No es classificà            | No es classificà            | No es classificà            | No es classificà            | No es classificà            | No es classificà            |
| 2002                        | No es classificà            | No es classificà            | No es classificà            | No es classificà            | No es classificà            | No es classificà            | No es classificà            | No es classificà            |
| 2006                        | No es classificà            | No es classificà            | No es classificà            | No es classificà            | No es classificà            | No es classificà            | No es classificà            | No es classificà            |
| 2010                        | Primera fase                | 28s                         | 3                           | 0                           | 1                           | 2                           | 0                           | 2                           |
| 2014                        | Vuitens de final            | 14s                         | 4                           | 1                           | 1                           | 2                           | 7                           | 7                           |
| 2018                        | No es classificà            | No es classificà            | No es classificà            | No es classificà            | No es classificà            | No es classificà            | No es classificà            | No es classificà            |
| 2022                        | No es classificà            | No es classificà            | No es classificà            | No es classificà            | No es classificà            | No es classificà            | No es classificà            | No es classificà            |
| 2026                        | Pendent                     | Pendent                     | Pendent                     | Pendent                     | Pendent                     | Pendent                     | Pendent                     | Pendent                     |
| 2030                        | Pendent                     | Pendent                     | Pendent                     | Pendent                     | Pendent                     | Pendent                     | Pendent                     | Pendent                     |
| 2034                        | Pendent                     | Pendent                     | Pendent                     | Pendent                     | Pendent                     | Pendent                     | Pendent                     | Pendent                     |
| Total                       | Vuitens de final            | Vuitens de final            | 13                          | 3                           | 3                           | 7                           | 13                          | 19                          |

### Copa Africana de Nacions

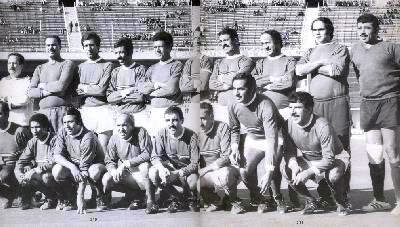
L'equip del FLN al seu jubileu a l'stade du 5 juillet 1962 el 1974. D'esquerra a dreta:
Dempeus: A.Sellami - Doudou - Zouba - Rouai - Amara - Zitouni - M. Soukane - Bouricha - Oudjani - Boubekeur
Asseguts: Mazouz - Kerroum - Benfadah - Bouchouk - A. Soukane - Kermali - Mekhloufi - Oualiken

- 1957 a 1965 - No participà
- 1968 - Primera fase
- 1970 a 1974 - No es classificà
- 1976 - No es classificà
- 1978 - No es classificà
- 1980 - Final - 2n lloc
- 1982 - Semifinals - 4t lloc
- 1984 - Tercer lloc
- 1986 - Primera fase
- 1988 - Tercer lloc
- 1990 - Campió
- 1992 - Primera fase
- 1994 - Desqualificat
- 1996 - Quarts de final
- 1998 - Primera fase
- 2000 - Quarts de final
- 2002 - Primera fase
- 2004 - Quarts de final
- 2006 i 2008 - No es classificà
- 2010 - Semifinals - 4t lloc
- 2012 - No es classificà
- 2013 - Primera fase
- 2015 - Quarts de final
- 2017 - Primera fase
- 2019 - Campió

## Jugadors destacats
- Alí Benhalima.